# 塔皮欧瑟勒什
塔皮欧瑟勒什，是匈牙利佩斯州所辖的一个村。总面积31.79平方公里，总人口3032，人口密度95.4人/平方公里（2011年1月1日）。